# 西敏旅行社
西敏旅行社有限公司，簡稱西敏旅行社（英語：Westminster Travel Limited，香港旅行社牌照號碼：350448，SGX：5OF），在1973年建立一家專門提供商務旅遊、航空公司經銷商、籌組本地及外地旅行團、組織消閒遊、自助遊、爲各大企業籌組商務會議和獎賞旅遊、代售世界各地機票、酒店預訂等，而地區包括香港、北京、上海、廣州、澳門、台灣及新加坡。主席為黃森捷﹑董事總經理為盧輝華，財務董事為朱德信。
但另一個特點是在2008年於新加坡設立一家控股公司，也就是同名為「西敏旅行社有限公司」，根據2011年6月30日年度報告資料，最大股東軟庫旅遊有限公司，聯同相關則持有該公司58.75%股權。
而總部位於香港新界荃灣青山公路388號中染大廈18樓01-06室、36 Robinson Road #17-01 City House Singapore 068877（新加坡羅便臣道36號城市大廈17樓1室），以及澳門南灣大馬路762至804號中華廣場7樓I座。
而股份在2009年1月23日於新加坡交易所凱利板上市，也是首家本港旅行社在新加坡上市。招股價為0.235新加坡元，發行股份為43,000,000股，集資額為10,105,000新加坡元。
而在2012年1月24日，由於新加坡投資者未能充分交投活躍，故此軟庫金匯有限公司，進行強制收購所有股份，總代價為89,600,000港元（約14,633,350新加坡元） 。另外，則有關全購通濟隆香港有限公司（通濟隆旅遊有限公司前身）股權，已完成。

## 連結
- WestminsterTravel.com （页面存档备份，存于）
- Wcruising 西敏遊輪 （页面存档备份，存于）